# Installation de Salman Bak
 (février 2024).
La mise en forme du texte ne suit pas les recommandations de Wikipédia : il faut le « wikifier ».
Les points d'amélioration suivants sont les cas les plus fréquents. Le détail des points à revoir est peut-être précisé sur la page de discussion.
- Les titres sont pré-formatés par le logiciel. Ils ne sont ni en capitales, ni en gras.
- Le texte ne doit pas être écrit en capitales (les noms de famille non plus), ni en gras, ni en italique, ni en « petit »…
- Le gras n'est utilisé que pour surligner le titre de l'article dans l'introduction, une seule fois.
- L'italique est rarement utilisé : mots en langue étrangère, titres d'œuvres, noms de bateaux, etc.
- Les citations ne sont pas en italique mais en corps de texte normal. Elles sont entourées par des guillemets français : « et ».
- Les listes à puces sont à éviter, des paragraphes rédigés étant largement préférés. Les tableaux sont à réserver à la présentation de données structurées (résultats, etc.).
- Les appels de note de bas de page (petits chiffres en exposant, introduits par l'outil «  Source ») sont à placer entre la fin de phrase et le point final[comme ça].
- Les liens internes (vers d'autres articles de Wikipédia) sont à choisir avec parcimonie. Créez des liens vers des articles approfondissant le sujet. Les termes génériques sans rapport avec le sujet sont à éviter, ainsi que les répétitions de liens vers un même terme.
- Les liens externes sont à placer uniquement dans une section « Liens externes », à la fin de l'article. Ces liens sont à choisir avec parcimonie suivant les règles définies. Si un lien sert de source à l'article, son insertion dans le texte est à faire par les notes de bas de page.
- La présentation des références doit suivre les conventions bibliographiques. Il est recommandé d'utiliser les modèles {{Ouvrage}}, {{Chapitre}}, {{Article}}, {{Lien web}} et/ou {{Bibliographie}}. Le mode d'édition visuel peut mettre en forme automatiquement les références.
- Insérer une infobox (cadre d'informations à droite) n'est pas obligatoire pour parachever la mise en page.

Pour une aide détaillée, merci de consulter Aide:Wikification.
Si vous pensez que ces points ont été résolus, vous pouvez retirer ce bandeau et améliorer la mise en forme d'un autre article.
 (mars 2025).
L'installation de Salman Pak (en arabe : منشأة سلمان باك) est une installation militaire irakienne située près de la capitale irakienne Bagdad. Les renseignements militaires américains l'ont fallacieusement évaluée comme un centre majeur des programmes d'armes biologiques et chimiques de l'Irak.

## arrière-plan
L'installation de Salman Pak est située à environ 24 km au sud de Bagdad, sur une péninsule formée par un large méandre vers l'est du fleuve Tigre, près d'une ville également appelée Salman Pak . La superficie de l'installation est d'environ 20 kilomètres carrés. Selon la Fédération des scientifiques américains, l'installation était un centre majeur des programmes d'armes biologiques et chimiques de l'Irak. Pendant les années 1989 et 1990, les laboratoires du complexe ont étudié le charbon, le botulisme, le Clostridium perfringens, les mycotoxines, les aflatoxines et la ricine. Les renseignements irakiennes l'ont également utilisé comme camp d'entraînement des forces spéciales, à  côté de l'extrême sud, comme quartier général de la Direction des opérations spéciales [14].

## Liens présumés avec le terrorisme
L'installation a été discutée à l'approche de l'invasion de l'Irak en 2003, à la suite d'une campagne menée par des dissidents irakiens associés au Congrès national irakien pour affirmer que le complexe abritait un camp d'entraînement terroriste spécialement construit ; Un roman popularisé pour la première fois par les journalistes occidentaux David Rose et Judith Miller. En interne, tant la Central Intelligence Agency (CIA) que la Defense Intelligence Agency (DIA) ont conclu qu’il n’existait aucune preuve pour étayer ces affirmations. Un analyste de la CIA a déclaré à la commission sénatoriale spéciale chargée du renseignement que le Congrès national irakien « diffuse depuis longtemps des informations sur Salman Pak et l'entraînement d'Al-Qaïda ». Les journalistes Jonathan Landay et Warren Strobel ont noté en novembre 2005 qu’« après la guerre, les responsables américains ont déterminé qu’une installation à Salman Pak était utilisée pour entraîner des commandos irakiens à combattre le terrorisme ».
Des transfuges irakiens associés au Congrès national irakien ont déclaré que le camp était utilisé par les services de renseignement pour former des milices irakiennes telles que les Fedayin Saddam à l'utilisation d'armes légères militaires, de RPG, d'assassinats, d'espionnage et de techniques de contre-insurrection. Peu après les attentats du 11 septembre 2001, des membres du Congrès national irakien ont confirmé que l'installation était utilisée pour former les pirates de l'air impliqués dans les attentats. Sabah Khadada, ancien capitaine de l'armée irakienne, a affirmé que les attaques avaient été menées par des personnes entraînées en Irak. Dans une émission spéciale de la télévision américaine sur PBS Frontline, un homme identifié uniquement comme « un lieutenant général irakien » a affirmé qu'en 2000, il était « l'officier de sécurité responsable de l'unité » à Salman Pak et qu'il avait vu des étudiants arabes apprendre à détourner des avions en utilisant le fuselage d'un Boeing 707 à Salman Pak. L'hebdomadaire indépendant irakien Al-Youm Al-Akher a interviewé un ancien officier irakien qui a également affirmé que Salman Pak était utilisé pour entraîner des terroristes étrangers.
Le journaliste Américain Seymour Hersh note que « Salman Pak a été envahi par les forces américaines le 6 avril. Il semble que le camp ou l’ancienne installation biologique n’ait fourni aucune preuve étayant les allégations formulées avant la guerre. En juin 2003, une fosse commune contenant 150 corps a été découverte. Les corps étaient apparemment des prisonniers exécutés et tués trois jours avant l'entrée des forces américaines à Bagdad en avril 2003.

## références
"Salman Pak / Al Salman: 33°19'26"N 44°10'22"E", The Federation of American Scientists (FAS) (9-10-2000). "Iraqi Intelligence Service - IIS (Mukhabarat)", The Federation of American Scientists (FAS) (26-11-1997) « https://web.archive.org/web/20210506153959/https://fas.org/irp/world/iraq/mukhabarat/org.htm »(Archive.org • Wikiwix • Archive.is • Google • Que faire ?), 6 mai 2021« https://web.archive.org/web/20210227082027/https://fas.org/nuke/guide/iraq/facility/salman_pak.htm »(Archive.org • Wikiwix • Archive.is • Google • Que faire ?), 27 février 2021
1. ↑  نيك ديفيز. Flat Earth News, Chatto & Windus 2008. p.332
2. ↑  Seattle Times, 1 November 2005, p. A5].
3. ↑  « Interviews | Gunning for Saddam | FRONTLINE | PBS » [archive du 26 يناير 2021]
4. ↑  « Reporting » [archive du 16 أكتوبر 2006]
5. ↑  « Grave yields 150 killed as troops neared Baghdad » [archive du 14 فبراير 2021],‎ 9 juin 2003